# Auf Biegen oder Brechen
Auf Biegen oder Brechen è un film del 1976, diretto da Hartmut Bitomsky.

## Trama
Il giovane meccanico di automobili Charly Zerbel viene licenziato. Charly, che ha pochi soldi per sopravvivere, comincia a studiare ingegneria ma nello stesso tempo lavora comd criminale e rivenditore di automobili.